# Ann Widdecombe
Ann Widdecombe, née le 4 octobre 1947 à Bath, est une femme politique britannique. Elle est membre du Parlement du Royaume-Uni conservateur, représentant Maidstone (en) de 1987 à 1997 et ensuite représentant Maidstone et le Weald de 1997 à 2010 ; elle est aussi députée au Parlement européen comme membre du Parti du Brexit de 2019 à 2020.

## Résultats électoraux
Élections générales britanniques de 2019 — Plymouth Sutton and Devonport :
| Parti politique         | Parti politique         | Nom                     | Voix   | %       | ±%   | Maj.  |
| ----------------------- | ----------------------- | ----------------------- | ------ | ------- | ---- | ----- |
|                         | Travailliste Co-op      | Luke Pollard (sortant)  | 25 461 | 47,88 % | −5,4 | 4 757 |
|                         | Conservateur            | Rebecca Smith           | 20 704 | 38,93 % | −1,1 |       |
|                         | Brexit                  | Ann Widdecombe          | 2 909  | 5,47 %  | 5,5  |       |
|                         | Libéraux-démocrates     | Graham Reed             | 2 545  | 4,79 %  | 2,4  |       |
|                         | Vert                    | James Ellwood           | 1 557  | 2,93 %  | 1,7  |       |
| Total des votes valides | Total des votes valides | Total des votes valides | 53 176 | 100 %   |      |       |
| Électeurs inscrits      | Électeurs inscrits      | Électeurs inscrits      | 77 852 |         |      |       |